# Talaigua Nuevo
Talaigua Nuevo è un comune della Colombia facente parte del dipartimento di Bolívar.
Il centro abitato venne fondato da Hemeterio Ospina nel 1840, mentre l'istituzione del comune è del 22 novembre 1984.